# Municipio de Parker (Illinois)
El municipio de Parker (en inglés: Parker Township) es un municipio ubicado en el condado de Clark en el estado estadounidense de Illinois. En el año 2010 tenía una población de 186 habitantes y una densidad poblacional de 2 personas por km².

## Geografía
El municipio de Parker se encuentra ubicado en las coordenadas 39°23′13″N 87°56′54″O / 39.38694, -87.94833. Según la Oficina del Censo de los Estados Unidos, el municipio tiene una superficie total de 93.05 km², de la cual 92,94 km² corresponden a tierra firme y (0,12 %) 0,11 km² es agua.

## Demografía
Según el censo de 2010, había 186 personas residiendo en el municipio de Parker. La densidad de población era de 2 hab./km². De los 186 habitantes, el municipio de Parker estaba compuesto por el 98,92 % blancos, el 0,54 % eran asiáticos y el 0,54 % eran de una mezcla de razas. Del total de la población el 0 % eran hispanos o latinos de cualquier raza.